# Palais Wildenstein

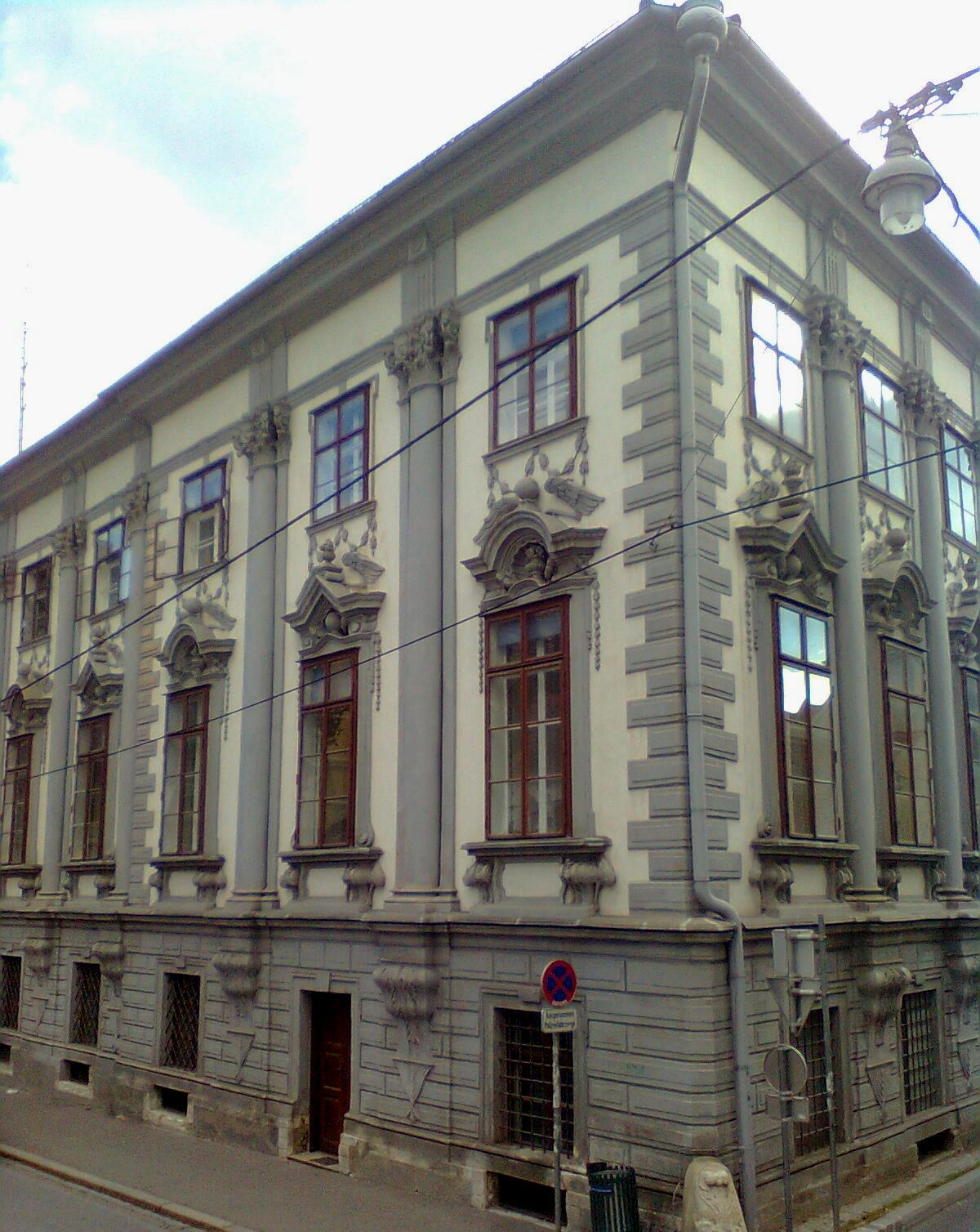
Palais Wildenstein

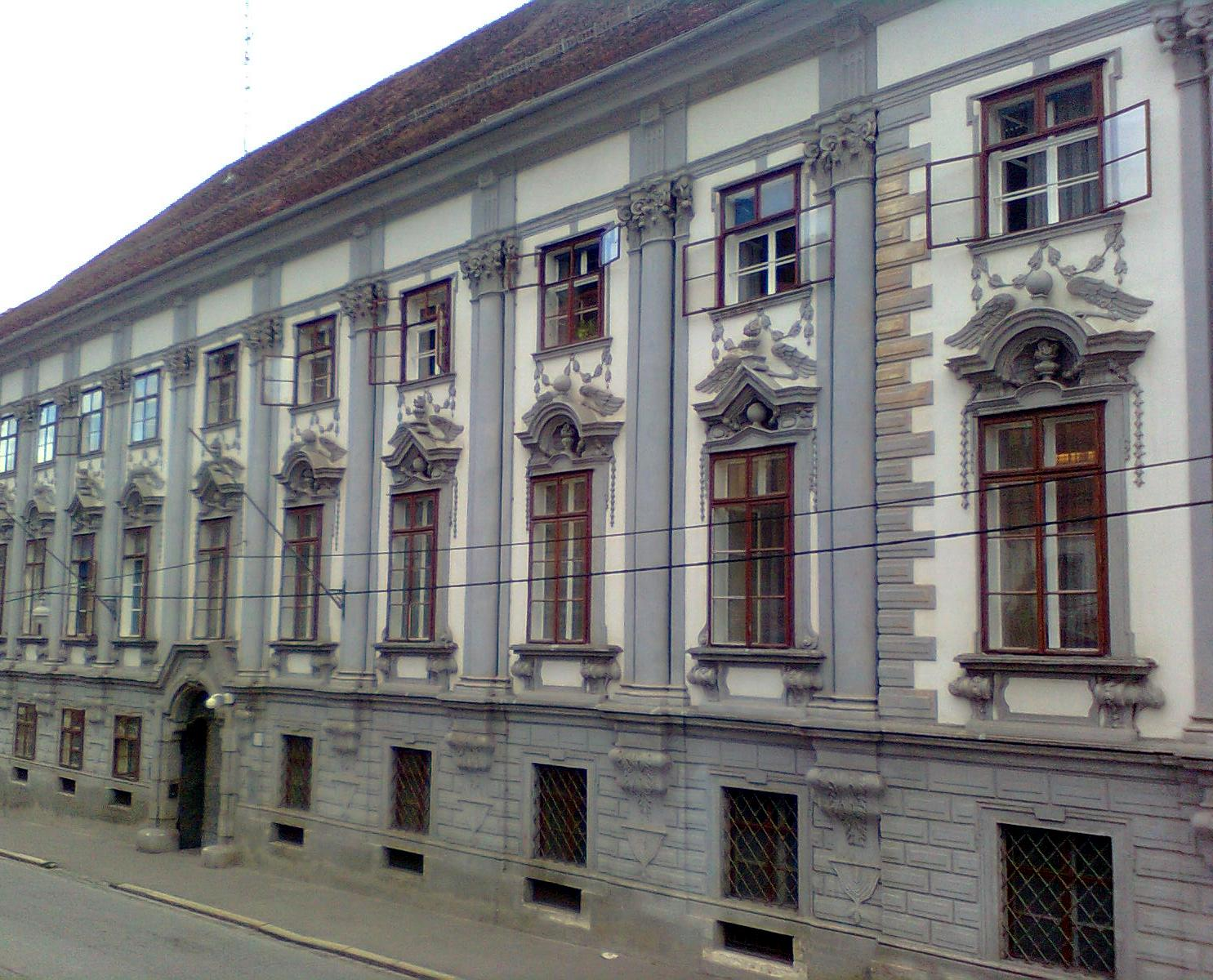
Schauseite

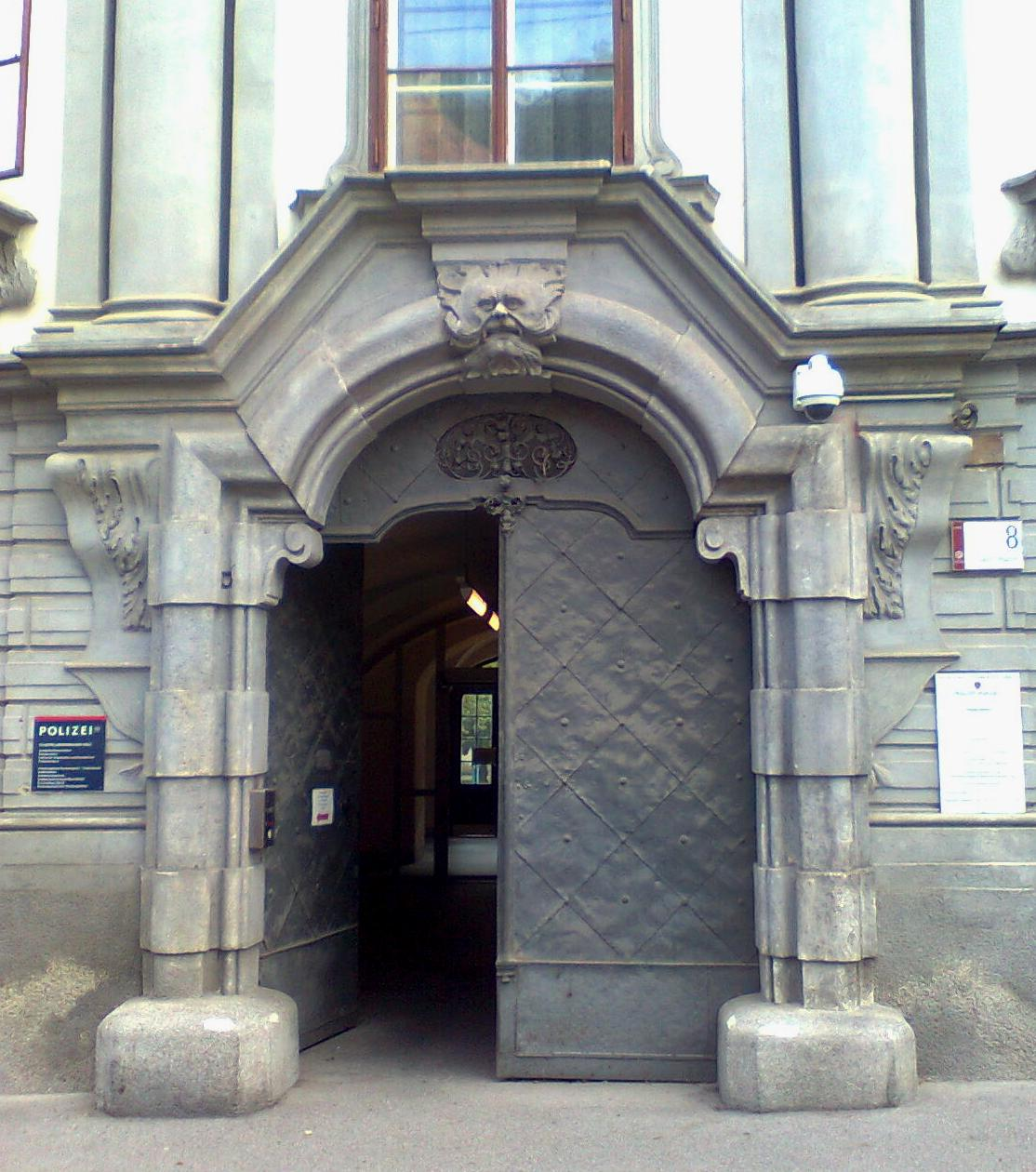
Portal

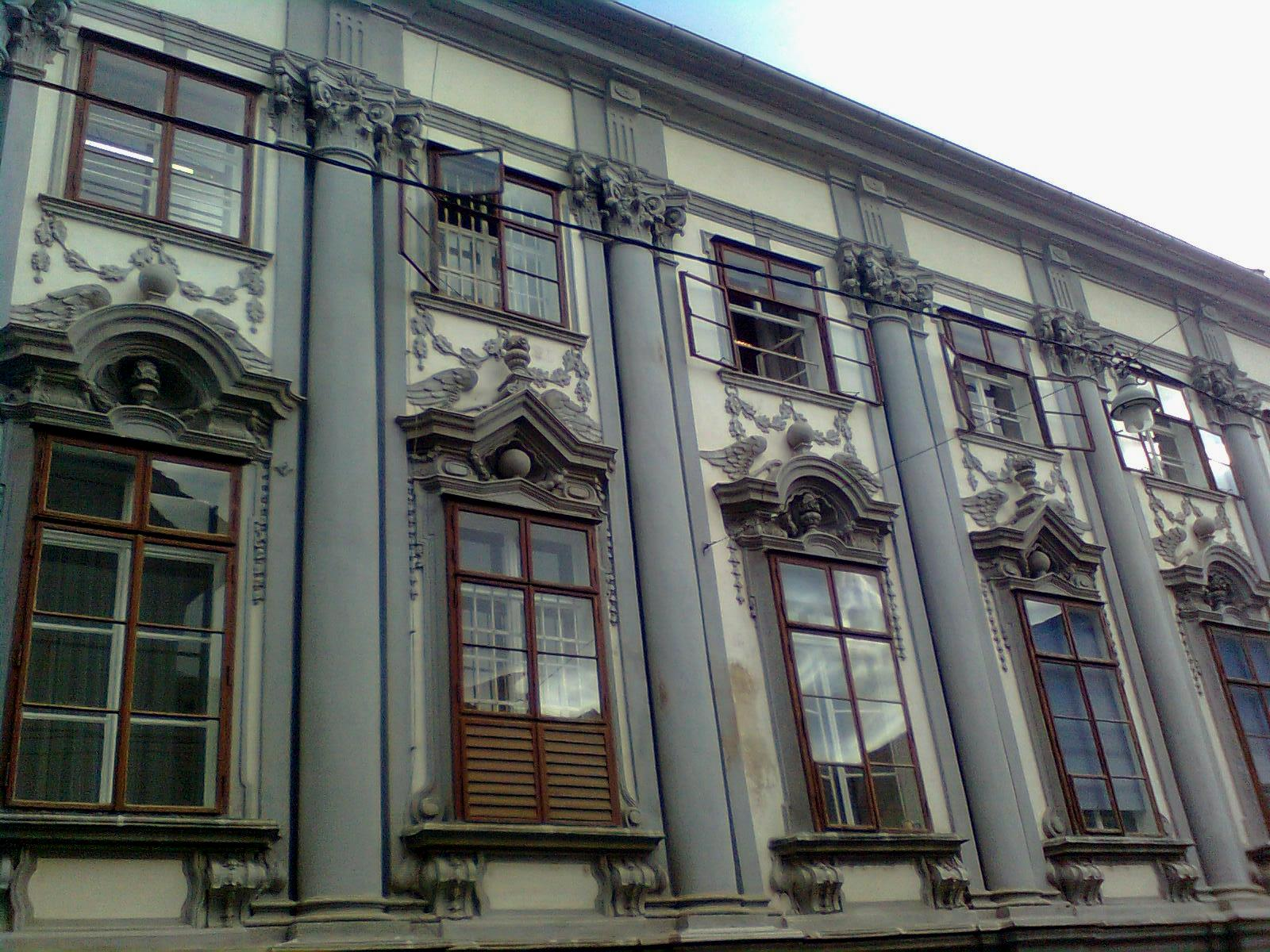
Fassadendetail

Das Palais Wildenstein ist ein ehemaliges Grazer Stadtpalais. Es befindet sich in der Paulustorgasse im ersten Stadtbezirk Innere Stadt. Heute ist in den Räumlichkeiten die Sicherheits- und verkehrspolizeiliche Abteilung der Landespolizeidirektion Steiermark untergebracht.

## Geschichte
Der weitläufige Gartengrund namens „in der Scheiben“, auf dem heute das Palais steht, gehörte zu Beginn des 17. Jahrhunderts mehreren Besitzern. Darunter waren die Grazer Stadtpfarre, der Deutsche Ritterorden und Ruprecht von Eggenberg, sowie eine Familie Rueß. Der Freiherr Johann Franz von Wildenstein war 1648 Vormund der Erben von Franz Andreas von Eggenberg. Graf Johann Josef von Wildenstein, Hofkammerrat, innerösterreichischer Regierungskommissär und Landeshauptmann von Görz erwarb schließlich den hochverschuldeten Besitz. Seine Heirat mit Maria Juliana, der Witwe des Grafen Michael Weikhart Vetter von der Lilie, bescherte ihm Reichtum und das Palais Stubenberg in der damaligen Neugasse (heutige Hans-Sachs-Gasse).
1702 wurden zwei bestehende Gebäude zusammengefasst, aufgestockt und mit einer neuen und einheitlichen Fassade versehen. Das Bauvorhaben wurde vermutlich vom Architekten Andreas Stengg ausgeführt. Im Jahr 1732 wurde das Palais an das obersteirische Stift St. Lambrecht verkauft und nach dessen Auflösung im Zuge der Josephinischen Reformen als Allgemeines Krankenhaus adaptiert. Die Innenräume wurden durch bauliche Maßnahmen verändert, die Außenfassade blieb jedoch erhalten. Wegen akuten Platzmangels ließ man weitläufige Flügelbauten errichten. Ende des 19. Jahrhunderts, nach der Fertigstellung des Landeskrankenhauses in St. Leonhard, kaufte die Republik Österreich dem Land Steiermark das Palais Wildenstein ab und richtete es als Polizeidirektion ein. Bis 2019 befand sich das Stadtpolizeikommando Graz im zweiten Stock. Im Jahr 1966 kam es zu einer umfassenden Renovierung. Heute befinden sich eine Steuerberatungskanzlei, eine Gärtnerei, das ukrainische Konsulat und diverse kleinere Unternehmen im Palais. 

## Architektur und Gestaltung
Der mächtige dreigeschoßige Baukörper mit L-förmigem Grundriss zählt zu den wichtigsten Barockpalästen der Stadt. Die Schauseite ist durch Risalite und ellipsoide Halbsäulen gegliedert. Sie erhält dadurch eine plastische Fassade mit Segmentgiebeln und Stuckdekor. Dargestellt sind unter anderem Greifenklauen als heraldisches Emblem der Grafen von Wildenstein.
Das Rundbogen-Steinportal besitzt einen Maskaron-Schlussstein, einen Stein mit einem Fratzengesicht, und stammt aus der Bauzeit. Über dem blechbeschlagenen Torflügeln befindet sich ein filigranes Oberlichtgitter in Laubwerkformen aus dem Jahr 1702. Die Fenster des Erdgeschoßes sind durch schmiedeeiserne Gitter geschützt und die Fensterverdachungen des ersten Stockwerks sind reich verziert. Aufgrund der späteren Verwendung des Palais als Krankenhaus ist die ursprüngliche Inneneinrichtung verloren gegangen. Nur der barocke Stuck im schmalen Stiegenaufgang des Hauptflügels und im großen Vorsaal des ersten Stockwerks ist erhalten geblieben.